# Lesbian Nation (organización)
Lesbian Nation fue un grupo activista feminista lesbiano neerlandés que operó desde 1976 hasta mediados de los 80. El grupo jugó un papel decisivo en el establecimiento de varias instituciones culturales en los Países Bajos.
Lesbian Nation se constituyó en 1976 a partir de una reunión de un grupo de concienciación en la okupa feminista 'Vrouwenhuis' (casa de mujeres) en Ámsterdam. Consistía en un grupo de unas quince a veinte mujeres. Contando a otros simpatizantes, la poco organizada Lesbian Nation podría haber llegado a tener entre cincuenta y cien miembros. Lesbian Nation se disolvió a mediados de los 80 cuando sus miembros se vieron cada vez más absorbidas por otros proyectos, como sus carreras profesionales y sus familias, y considerando además que sus esfuerzos habían valido la pena.

## Influencias
La organización se inspiró en el libro Lesbian Nation de Jill Johnston, del cual obtuvieron su nombre y un deseo de separatismo lésbico. Sin embargo, ideológicamente, Lesbian Nation estaba más influenciada más por Monique Wittig y por "Compulsory Heterosexuality and Lesbian Existence" de Adrienne Rich. Wittig y Rich hicieron que las mujeres lesbianas, que formaban el colectivo, se sintieran ligeramente superiores a otras feministas y llevaron al grupo en una búsqueda para encontrar una identidad lesbiana específica y construir parcialmente una subcultura lesbiana. Esto hizo que Lesbian Nation se volviera hacia adentro y, durante sus actividades, intencionalmente elusivo para el mundo exterior. Sus miembros buscaban la identidad lesbiana en largas discusiones durante los fines de semana lésbicos, a través de contactos lésbicos internacionales y una visita al campamento de mujeres feministas danesas Femølejren. Junto con Monique Wittig, a quien conocían, Lesbian Nation soñaba con establecer una tierra de mujeres en una isla, donde solo vivirían y trabajarían mujeres. Debido a cuestiones personales y logísticas, finalmente no lo lograron, pero la idea del separatismo fue una inspiración para crear una serie de establecimientos culturales.

## Activismo y cultura

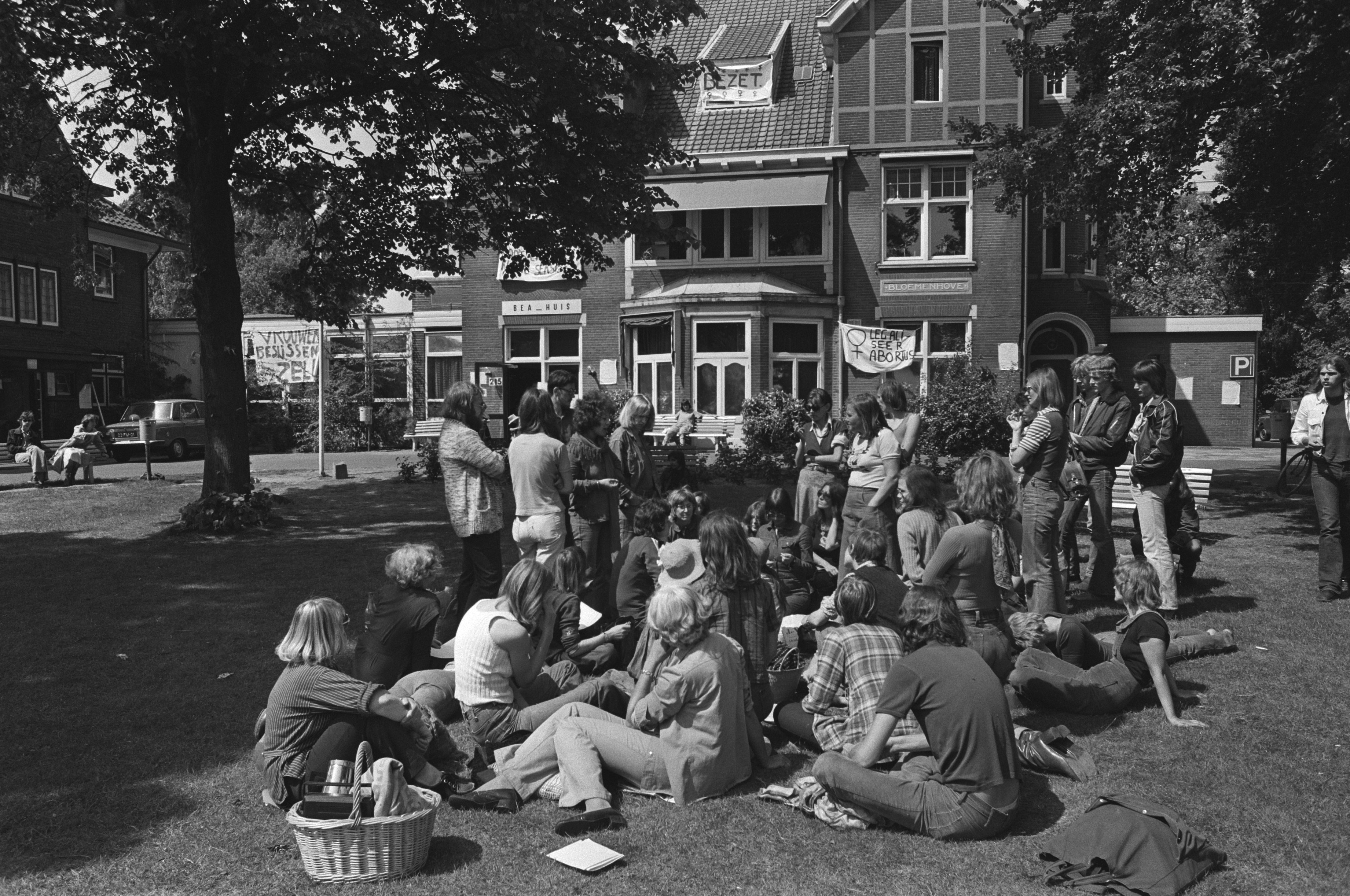
Manifestantes frente a la clínica Bloemenhove

En 1976, miembros de Lesbian Nation participaron en la ocupación de la clínica de abortos 'Bloemenhove', después de que el ministro de Justicia amenazara con cerrarla. Un año después, el grupo, junto con Maaike Meijer, organizó la primera gran marcha gay en los Países Bajos, en el marco de una protesta internacional contra las actividades de Anita Bryant en los Estados Unidos. Este evento se repitió en años posteriores y eventualmente se convirtió en el orgullo neerlandés.
Para evitar una atención no deseada, el grupo organizó la marcha bajo el nombre de International Lesbian Alliance, fuera del marco de la COC que estaba fundamentalmente dominada por hombres. Desde aquel momento no volvieron a cooperar con hombres homosexuales. Sin embargo, no tuvieron problemas en formar alianzas con otras feministas (heterosexuales) y se asociaron con algunas de ellas para establecer una serie de establecimientos culturales. Entre estos cabe mencionar un bar de mujeres en Ámsterdam (Saarein), una editorial (Virginia), el banco ético Mama Cash, una librería para mujeres (Xantippe) y dos revistas holandesas de lesbianas, Diva y Lust en Gratie. En 1979, Lesbian Nation ayudó a crear Lesbisch Prachtboek (Libro de esplendor lésbico), que contiene artículos, entrevistas, poemas y un cómic fotográfico. Se le considera un ejemplo de la "guerrilla cultural lesbiana" del grupo, y encaja en el hallazgo de identidad que practicaba Lesbian Nation.